# The 'Lemon'
The 'Lemon' è un cortometraggio muto del 1912 diretto da Archer MacMackin (con il nome Archer McMackin), qui ai suoi primi passi da regista: dirigerà, fino al 1916, un'ottantina di pellicole.

## Produzione
Il film fu prodotto dalla Essanay Film Manufacturing Company.

## Distribuzione
Distribuito dalla General Film Company, il film - un cortometraggio di una bobina - uscì nelle sale cinematografiche statunitensi il 22 febbraio 1912.